# Hildegunn Øiseth

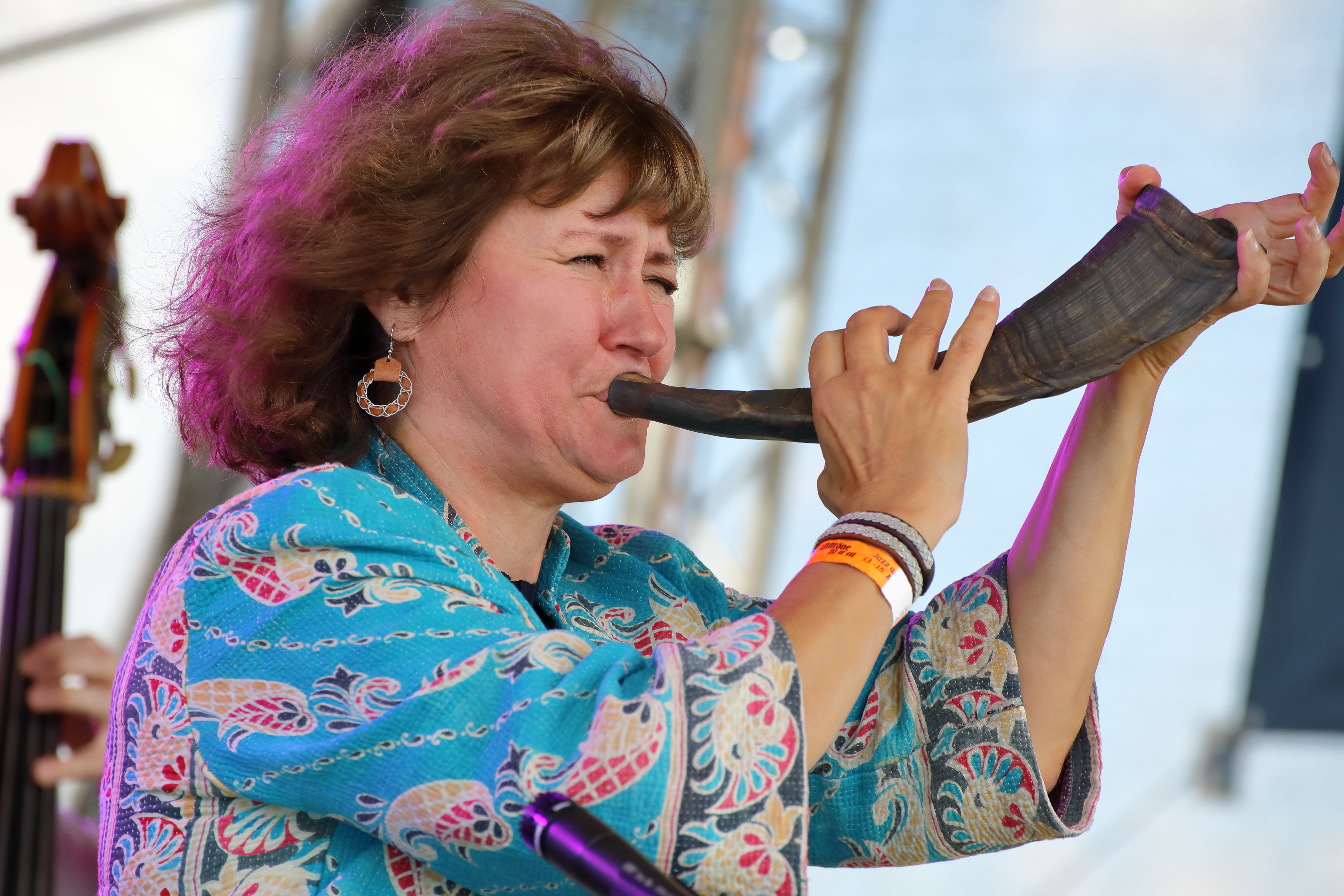
Hildegunn Øiseth

Hildegunn Øiseth född 5 december 1966 i Kongsvinger, är en norsk  jazzmusiker. Hon spelar trumpet, flygelhorn, bockhorn och näverlur.
Øiseth utbildade sig vid Musikhögskolan Ingesund 1990. Hon var anställd vid och turnerade med Bohuslän Big Band 1990–1999. Därefter verkade hon i Sydafrika 1999–2001, bland annat med bandet Uhambo. Hon turnerade under en längre tid även i Asien och Mellanöstern. Øiseth återvände till Norge där hon spelar med Trondheim Jazzorkester. Hon turnerar internationellt.

## Diskografi
- 2009 – Hildring
- 2011 – Stillness
- 2013 – Valencia
- 2015 – Time is Coming